# Суаре, Мохамед
Мохамед Суаре (фр. Mohamed Souaré, род. 24 февраля 1999) — гвинейский шоссейный велогонщик.

## Карьера
Летом 2017 года принял участие во Франкофонских играх где выступил в групповой гонке, не смог финишировать. В декабре того же года стал победителем Тура Гвинеи.
В 2018 году стартовал на  Туре Кот-д’Ивуара в рамках Африканского тура UCI

## Достижения
2017
1-й на Тур Гвинеи